# 工業的企業に於ける労働時間を1日8時間かつ1週48時間に制限する条約
工業的企業に於ける労働時間を1日8時間かつ1週48時間に制限する条約（こうぎょうてききぎょうにおけるろうどうじかんを1にち8じかんかつ1しゅう48じかんにせいげんするじょうやく、英語: Convention Limiting the Hours of Work in Industrial Undertakings to Eight in the Day and Forty-eight in the Week）は、国際労働機関の条約。1919年11月28日に採択、1921年6月13日に発効した。労働者の労働時間の上限を1日8時間、1週48時間に定めた条約であるが、家内労働者、商業と事務所、または団体協約がある場合など多くの例外も定めている。
2018年4月時点で52か国が批准しており、うちニュージーランドが1989年に脱退したほか、1920年代に批准したオーストリア（当時はオーストリア第一共和国）、フランス（当時はフランス第三共和政）、イタリア（当時はイタリア王国）、ラトビア（第一次独立期）では未だに発効していない。

## 批准国一覧
- アンゴラ
- アルゼンチン
- オーストリア
- バングラデシュ
- ベルギー
- ボリビア
- ブルガリア
- ブルンジ
- カナダ
- チリ
- コロンビア
- コモロ
- コスタリカ
- キューバ
- チェコ共和国
- ジブチ
- ドミニカ共和国
- エジプト
- 赤道ギニア
- フランス
- ガーナ
- ギリシャ
- グアテマラ
- ギニアビサウ
- ハイチ
- インド
- イラク
- イスラエル
- イタリア
- クウェート
- ラトビア
- レバノン
- リビア
- リトアニア
- ルクセンブルク
- マルタ
- モザンビーク
- ミャンマー
- ニュージーランド
- ニカラグア
- パキスタン
- パラグアイ
- ペルー
- ポルトガル
- ルーマニア
- サウジアラビア
- スロバキア
- スペイン
- シリア
- アラブ首長国連邦
- ウルグアイ
- ベネズエラ